# Августдор
Августдор (нем. Augustdor, от фр. Auguste d’or — «золотой Август») — саксонская золотая монета, в 1752—1756 годах чеканившаяся курфюрстом Саксонии Фридрихом Августом II. По своим достоинству и массе, равнявшимся 5 талерам и приблизительно 6 г соответственно, монета была равна прусскому фридрихсдору, по образцу которого она и была создана (сам фридрихсдор при этом, в свою очередь, представлял собой подражание луидору). Помимо простых (полных) авгусдоров, равнявшихся 5 талерам, были отчеканены также половинные (2,5 талера) и двойные (10 талеров) августдоры.
После оккупации Пруссией в ходе Семилетней войны Саксонии, началась массовая чеканка монет с меньшим содержанием благородных металлов. В народе они получили название эфраимитов. В 1761—1762 годах выпускался так называемый новый августдор (нем. neuer Augustdor), фальшивка, представлявшая собой довольно грубую копию оригинального полного августдора, снабжённую при этом датой «1758». Новый августдор имел пробу сперва 11 каратов, а затем 7 каратов 7 и 3/4 грана, что являлось лишь 1/3 содержания золота в полноценной монете. Монета была очень толстой и по цвету напоминала медную, однако изображение на ней, за исключением даты, полностью повторяло таковое у подлинного августдора. Новый августдор, наряду с другими подобными фальшивками, составлял важную часть финансирования Пруссией Семилетней войны 1756—1763 года; всего за 1761—1762 годы было отчеканено 2 964 000 новых августдоров.
В перерасчёте на рубли Российской империи августдор равнялся приблизительно 5 рублям 8,5 копейкам.